# Basilique Notre-Dame du Valentin
Ne doit pas être confondu avec Chapelle du Valentin.
La basilique Notre-Dame de l'Assomption ou basilique Notre-Dame du Valentin ou Notre-Dame-du-Valentin, communément appelée église du Valentin, est une église catholique située à Lausanne, en Suisse.  Érigée entre 1832 et 1835, elle est la première église catholique dans le chef-lieu vaudois depuis l’introduction de la Réforme en 1536. Elle est promue au rang de basilique mineure en 1992 et classée monument historique en 2003.

## Histoire
L’exercice du culte catholique, prohibé durant tout l’Ancien-Régime depuis l’instauration de la Réforme, est à nouveau toléré à l’avènement du canton de Vaud en 1803, et expressément autorisé par la loi du 2 juin 1810. Le gouvernement vaudois fait alors ériger, à ses frais et selon les plans de l’architecte Henri Perregaux, la chapelle de la Mercerie (1811-1812), à Lausanne, destinée à abriter à la fois les protestants de langue allemande et les catholiques romains.
Rapidement, toutefois, ce lieu se révèle trop exigu et les catholiques lausannois décident d’élever un édifice à leur usage exclusif. Pour les plans, ils s’adressent à nouveau à l'architecte Henri Perregaux. Celui-ci dirige un premier chantier (1829-1831) au Chemin-Neuf (actuelle Avenue de l’Université), qui échoue en raison d’un effondrement du terrain. Le bâtiment presque achevé doit être démoli, puis il est finalement reconstruit non loin de là, au Valentin, en 1832-1835.
Un siècle plus tard, l’édifice fait l’objet de transformations importantes (1931-1934) par l’architecte phare du groupe de Saint-Luc, Fernand Dumas, qui fait appel à l'artiste toscan Gino Severini - avec lequel il a déjà collaboré pour plusieurs églises - afin de réaliser le décor peint.
À la suite du concile Vatican II, entre 1975 et 1977, l'architecte Jean-Pierre Fragnière apporte des modifications à l'intérieur de la nef.
Le 17 juillet 1992 commémore le 200e anniversaire du rétablissement du culte catholique dans le pays de Vaud. À cette occasion, l'église Notre-Dame de l'Assomption est promue au rang de basilique mineure.
Une rénovation complète de l'intérieur de l'église, et en particulier de sa fresque, est entreprise jusqu'en 2023.

## Architecture
Cette église néoclassique de type basilical, à nef centrale surélevée et bas-côtés, a été rénovée à diverses reprises, notamment en 1931-1934 par Fernand Dumas, qui dote l’église d’une travée supplémentaire, d’une nouvelle façade, d’un clocher en béton de 38 m et d’un escalier monumental la reliant à la place de la Riponne.
Une nouvelle campagne de restauration est lancée de 2006 à 2024, menée par Christophe Amsler, architecte,.

## Décor peint

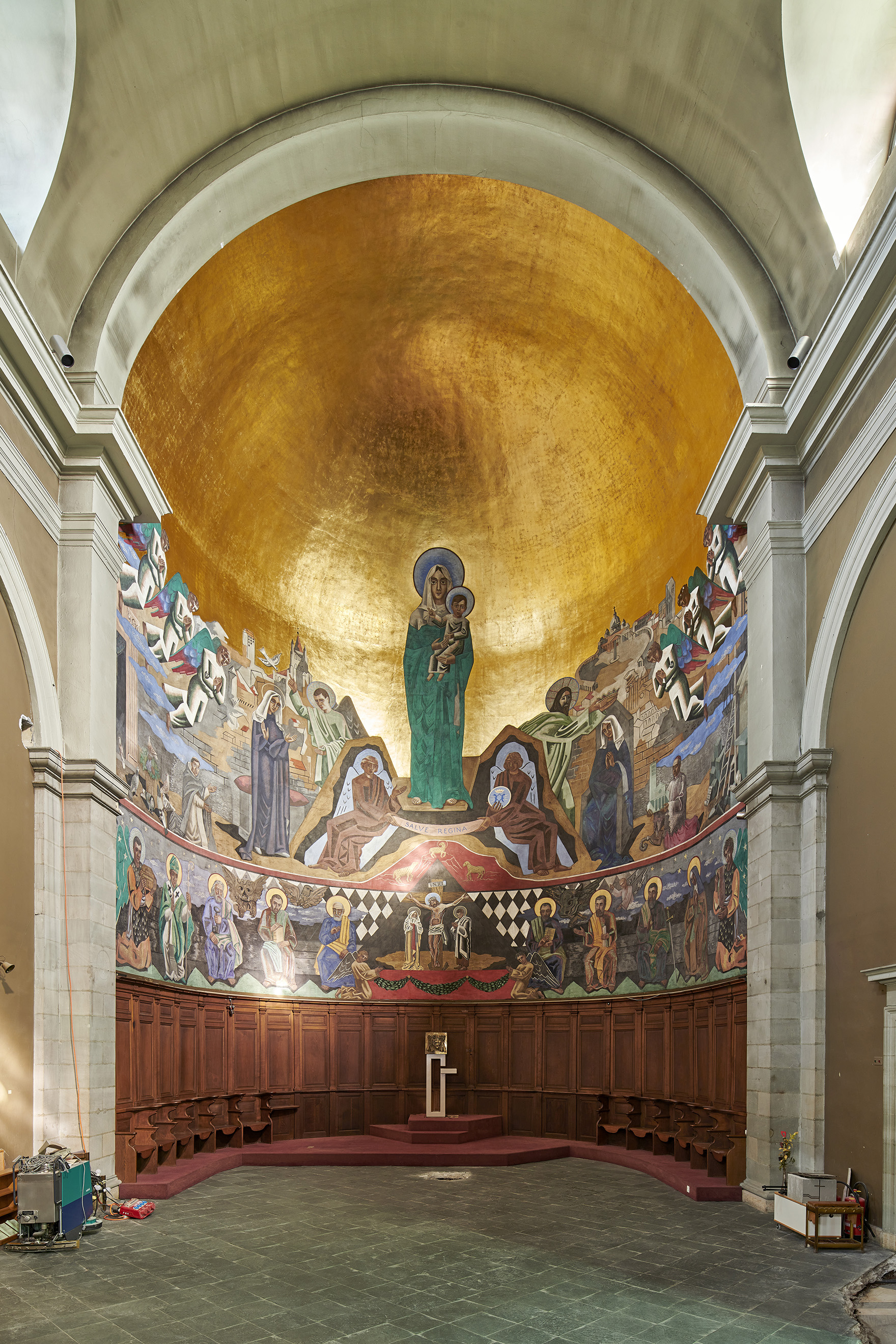
Fresque de Gino Severini après restauration

Dans l'abside, fresque monumentale de Gino Severini 1934,.

## Vitraux
Lors de la rénovation de l’église en 1935, l’architecte Fernand Dumas confie la conception des vitraux à Alexandre Cingria, qui réalise neuf lunettes hautes dans un style Art déco ainsi qu’un vitrail mettant en scène saint Nicolas de Flüe, saint patron de la Suisse. 
Vingt ans plus tard, Paul Monnier exécute une rosace de la Vierge de l’Apocalypse. 
En 1977, l’artiste verrier Pierre Estoppey complète ces décors en habillant les façades de douze vitraux colorés.

## Cloches
Cinq cloches, fondues en 1947 par la fonderie H. Rüetschi (de) à Aarau, ont été montées au beffroi l'année suivante. L'une des cloches montre en bas-relief Notre-Dame de Lausanne, les autres affichent les saints patrons des anciennes paroisses de la Ville de Lausanne antérieures à la Réforme, à savoir saint François d'Assise, saint Laurent, saint Pierre et saint Roch ainsi que saint François de Sales.